# Beat Blaser
Beat Blaser (* 19. Juni 1953 in Zurzach) ist ein Schweizer Jazzmusiker (Alt- und Baritonsaxophon) und Musikjournalist.

## Karriere
Blaser war Mitglied des Jerry Dental Kollekdoff um Urs Blöchlinger und auf dessen Platte Das Kochende Inferno (1978) zu hören. Dann trat er mit Notspielplatz Zürich auf. Ab Ende der 1980er Jahre gehörte er zur Interkantonalen Blasabfuhr und war an den ersten drei Alben der Gruppe beteiligt. Weiterhin gehörte er zum Aargauer Saxophonquartett. Mit seiner eigenen Gruppe Music Inc. legte er 1997 das Album Flatbush vor. Tom Lord verzeichnet 9 Aufnahmesessions zwischen 1978 und 1996. Daneben betreute er drei Jahre lang eine Jazzsendung beim Privatsender Radio Argovia.
Er wurde dann Musikredaktor Jazz beim Schweizer Radio (DRS 2), wo er bis 2018 blieb und auch die Sendung Jazz aktuell moderierte.